# Richard Baker
Richard Baker (c. Sissinghurst, Kent, 1568 — Prisão de Fleet, Londres, 18 de fevereiro de 1645) foi um político inglês, historiador e escritor sobre religião, autor da Crônica dos Reis da Inglaterra e de outras obras.

## Carreira
Baker frequentou o Hart Hall (mais tarde Hertford College), da Universidade de Oxford, como um plebeu em 1584. Deixou a universidade sem se formar e estudou Direito em Londres. Sua educação foi completada por uma turnê no exterior, que se estendeu até a Polônia. Em 4 de julho de 1594 a universidade conferiu-lhe, por decreto, o grau de Mestre de Artes. Em 1593 foi eleito parlamentar por Arundel e em 1597 foi para o parlamento como representante de East Grinstead, candidato de Lorde Buckhurst, seu tio.
Em 1603 foi nomeado cavaleiro por Jaime I em Theobalds Palace. Nesse período Baker residia em Highgate. Em 1620 foi nomeado High Sheriff de Oxfordshire, onde era proprietário da mansão de Middle Aston.
Ao se responsabilizar por algumas dívidas da família de sua esposa, Baker foi reduzido a grande pobreza, no que resultou a perda de sua propriedade em Oxfordshire em 1625. Sem quaisquer recursos, ele se refugiou na prisão de Fleet em 1635 e ainda estava em confinamento quando morreu em 18 de fevereiro de 1645. Foi sepultado na igreja de Santa Brígida, na Fleet Street, Londres.

## Casamento e filhos
Aproximadamente em 1600 Baker casou-se com Margaret Mainwaring (morta em 1654), filha do parlamentar George Mainwaring de Ightfield, Shropshire, com quem teve três filhos e quatro filhas:
- Thomas Baker, nascido em 1602, casou em 9 de abril em St Mary na paróquia de Lambeth, com Frances Wilford, filha de Thomas Wilford de Ileden, Kent e de Elizabeth Sandys. Eles tiveram oito filhos[4]
- Mainwaring, nascido em 1603.
- Arthur (morto em 1644), advogado.
- Anne, nascida em 1607.
- Margaret.
- Cecily.
- Frances, casou-se em 18 de outubro de 1645 em Santa e Santa Inês, Londres, com Robert Smith, cidadão e alfaiate de Londres. Diz-se que Smith queimou um manuscrito da vida de Baker.[2]

## Obras
Durante sua prisão, Baker ocupou seu tempo escrevendo textos. Sua principal obra é a Crônica dos Reis da Inglaterra desde a época do governo dos romanos até a morte do rei Jaime (1643 e muitas edições posteriores). Foi traduzida para o holandês em 1649 e foi continuada até 1658 por Edward Phillips, sobrinho de John Milton, que se tornou um forte realista. Durante muitos anos a Crônica foi extremamente popular, mas devido a inúmeras imprecisões seu valor histórico é muito questionável.
Outros escritos:
- Cato Variegatus or Catoes Morall Distichs, Translated and Paraphrased by Sir Richard Baker, Knight (Londres, 1636)
- Meditations on the Lord's Prayer (1637)
- Translation of New Epistles by Moonsieur D'Balzac (1638)
- Apologie for Laymen's Writing in Divinity, with a Short Meditation upon the Fall of Lucifer (1641)
- Motives for Prayer upon the seaven dayes of ye weeke (1642)
- uma tradução do Discourses upon Cornelius Tacitus de Virgilio Malvezzi  (1642)
- Theatrum Redivivum, or The Theatre Vindicated, a reply to the Histrio-Mastix of William Prynne (1642).

Baker escreveu também Meditations upon several of the psalms of David, que foram coletados e editados por Alexander Balloch Grosart (Londres, 1882).